# عبدالحک بوتاسقونت
عبدالحک بوتاسقونت (انگلیسی: Abdelhak Boutasgount؛ زادهٔ ۱۱ فوریهٔ ۱۹۸۶) بازیکن فوتبال اهل فرانسه است.
از باشگاه‌هایی که در آن بازی کرده‌است می‌توان به باشگاه فوتبال استراسبورگ اشاره کرد.